# Перепись населения Эстонии (2000)
Перепись населения и жилищного фонда 2000 года (эст. Eesti 2000. aasta rahvaloendus) стала первой всеобщей переписью населения, которая была проведена в Эстонии с момента повторного обретения независимости и третьей по счёту, если учитывать переписи в 1922 и 1934 годов, проведенные в период первой независимости. Была проведена 31 марта. Всего в переписной анкете был задан 31 вопрос, в том числе 12 вопросов о домашнем хозяйстве и жилище. Результаты были постепенно опубликованы в виде серии из 11 сборников. Интересно что итоги переписи выявили значительный (62 тыс. чел) недоучёт в наличном населении. Причиной этого в частности является тот факт что в Эстонии нет юридического регулирования регистрации по месту жительства, что затрудняет получение точных сведений об эмиграции и внутреннем перемещении, делая текущую статистику неточной. Крупнейшими городами страны оставались столица Таллин, где живут 404 тысяч жителей (из них 182 тысячи мужчин), и Тарту — 101,2 тысячи (в том числе 44,9 тысячи мужчин).

## Итоги
За межпереписной период 1989—2000 годов население страны впервые сократилось столь резко в мирное время: с 1 565,7 тысяч человек по данным переписи 1989 года до 1 376,7 тысяч человек или на 12,1 % (менее существенное сокращение населения продолжалось и впоследствии).

## Национальный состав
1 370 052 указали свою национальность. Из них эстонцы составляли 930 219 (67,90 %), 351 178 — русские (25,63 %), украинцы — 29 012 (2,12 %), белорусы — 17 241 (1,26 %), финны — 11 837 (0,86 %), татары — 2 582 (0,19 %), латыши — 2 330 (0,17 %), поляки 2 193 (0,16 %), евреи 2 145 (0,16 %), литовцы 2 116 (0,15 %), немцы — 1 870 (0,14 %) и представители других национальностей — 9 410 (0,69 %). 7 919 человек (0,58 %) свою национальность предпочли не указывать.
Впервые с 1940 года в Эстонии наметился рост доли (но не числа) этнических эстонцев: с 61,5 % в 1989 до 67,9 % в 2000 году, хотя их абсолютное число впервые сократилось, хотя и несколько менее значительно чем число представителей других национальностей. Доля этнических русских на фоне этого упала с 30,3 % до 25,6 %, украинцев — с 3,1 % до 2,1 %, белорусов — с 1,8 % до 1,2 % и финнов — с 1,1 % до 0,9 % населения.

## Половой состав
Среди эстоноземельцев насчитывалось 634,7 тысяч мужчин и 742 тысячи женщин. Доля женщин в Эстонии является одной из самых высоких из постсоветских республик, при этом в постсоветский период она выросла с 53,3 % в 1989 до 53,9 % в 2000 году, что связано с более активной эмиграцией мужчин, в первую очередь вызванной массовым отъездом военных русской национальности.

## Образование
Актуальной для сельских регионов страны остаётся проблема получения начального образования: 7 % жителей Эстонии, в первую очередь хуторские дети 10 лет и старше, не имели возможности посещать школу.

## Гражданство
На момент проведения переписи гражданство Эстонии имели лишь 80,1 % постоянного населения (это практически все этнические эстонцы и менее 40 % неэстонцев), 6,2 % населения заявили что приняли российское гражданство, 0,2 % имели гражданство Украины, по 0,1 % — Латвии, Белоруссии, Литвы, Финляндии, всех остальных стран. В статусе апатридов пребывало 12,3 % населения, а 0,7 % постоянного населения на вопрос не ответили.

## Место рождения
Доля уроженцев Эстонии закономерно повысилась с 73,7 % в 1989 году до 80,8 % в 2000, тогда как доля уроженцев России и РСФСР упала с соответственно с 19,2 % до 13,9 %.